# 意麵 (台灣)
意麵，又寫為薏麵，是一種流行在台灣的蛋麵，分有油炸與非油炸兩種麵體。油炸的常用於製作鍋燒意麵、鱔魚意麵，非油炸則有鹽水意麵、南投意麵等料理。

## 由來
意麵名稱與其由來眾說紛紜，有下列幾種說法。
形似如意：意麵顏色黃橙像如意（一種玉石），因而得名。在日治時期意麵又稱玉麵。
福州意麵：相傳明鄭時期天興縣大龜肉墾殖的福州籍伙房兵引入，故多稱鹽水意麵或福州意麵。但是福州當地並無販賣意麵店家，福州乾麵麵體也與台灣意麵不同。另有說法是一對福州父子研發，而非引入。
擀麵聲：據鹽水區公所說法，名稱乃「由於在擀麵時必須出力，隨之發出『噫』的聲音，因此而稱為意麵」。
幼麵：另有從台語「幼麵」轉音而成的說法；由於麵條外觀比陽春麵還單薄，因此以「幼（細小）麵」稱之。
伊府麵：伊府麵又稱伊麵，相傳是清朝時期伊秉綬在廣東當官時發明一種油炸的蛋麵，故稱伊府，流行於廣東地區。據說意麵源自伊麵，轉音變成意麵，讀音相似，而且它們都是蛋麵，故有意麵源自伊府麵一說。但是，台灣意麵不論麵體外觀、烹調方式，不管是炸與不炸，都與伊府麵相去甚遠。而且，伊府麵一般也只單指油炸蛋麵。國家圖書館學術知識服務網根據歷史月刊則指出，伊府麵簡稱伊麵，臺灣則叫「意麵」，當是訛音之故。早先在臺灣製作伊麵者，多為汕頭人，今有將伊麵逕名「汕頭麵」，也是錯誤的。
另外，薏麵一詞最早可追溯至1900年代，在1924年開設的食堂菜單照片中可以看到有「炒薏麵、清湯薏麵、雞絲薏麵」。

## 製法

### 非油炸
傳統是高筋麵粉加上鹽、鹼水和鴨蛋製麵，再經日曬而成。非油炸意麵多半號稱自己用全蛋麵，也就是不加水揉製的，但是如今使用全蛋麵的並不多。由於製麵過程中，加入大量雞蛋代替部分水分，麵條因此變得既富彈性又柔韌。

### 油炸
使用半蛋麵，也就是除了蛋還會加入水揉製，麵做好後，盤成圓餅狀油炸。由於意麵由大量的雞蛋製成，過去儲放不易，經過一日曝曬往往品質腐敗。早年府城人為了保存意麵美味，將意麵用大火油炸去除水分，加上蛋白經高溫膨發，變成輕盈容易吸附湯汁。
意麵早期多半由鴨蛋製作，惟品質較不穩定，故轉添加雞蛋。日治時期常做為宴席菜，很少人能食用。

## 相關料理

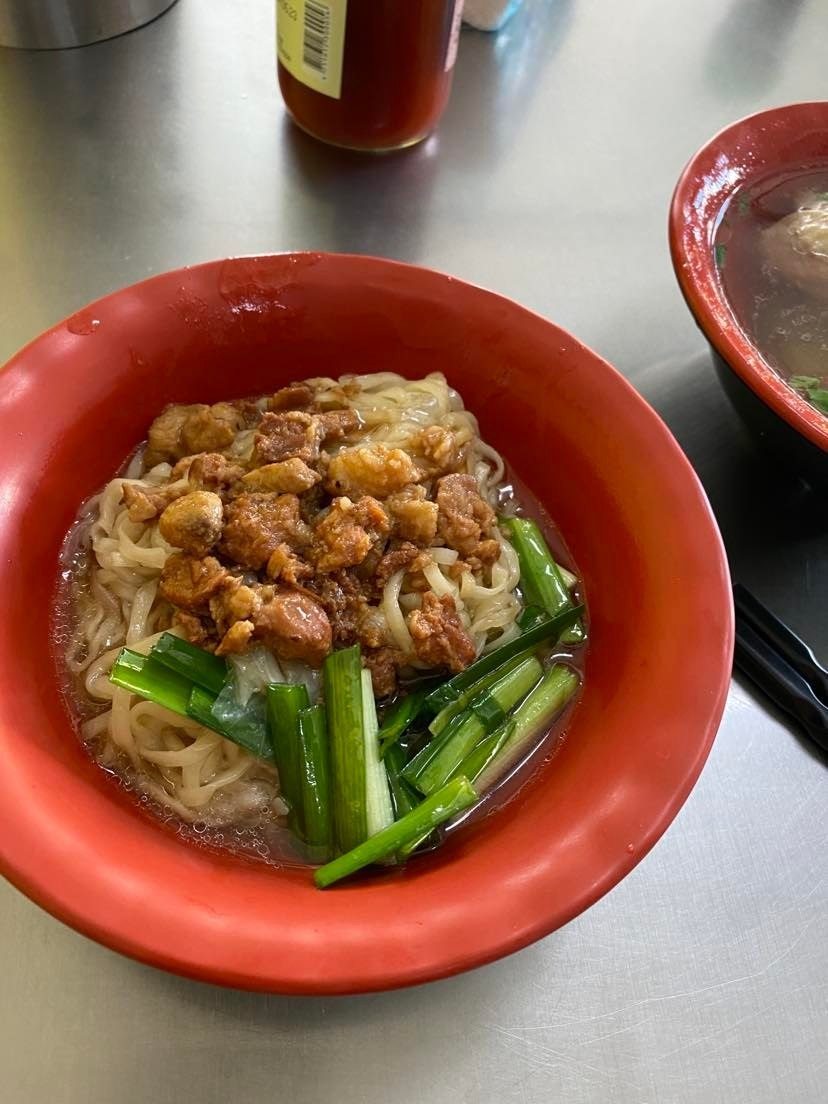
一份乾麵版本的南投意麵

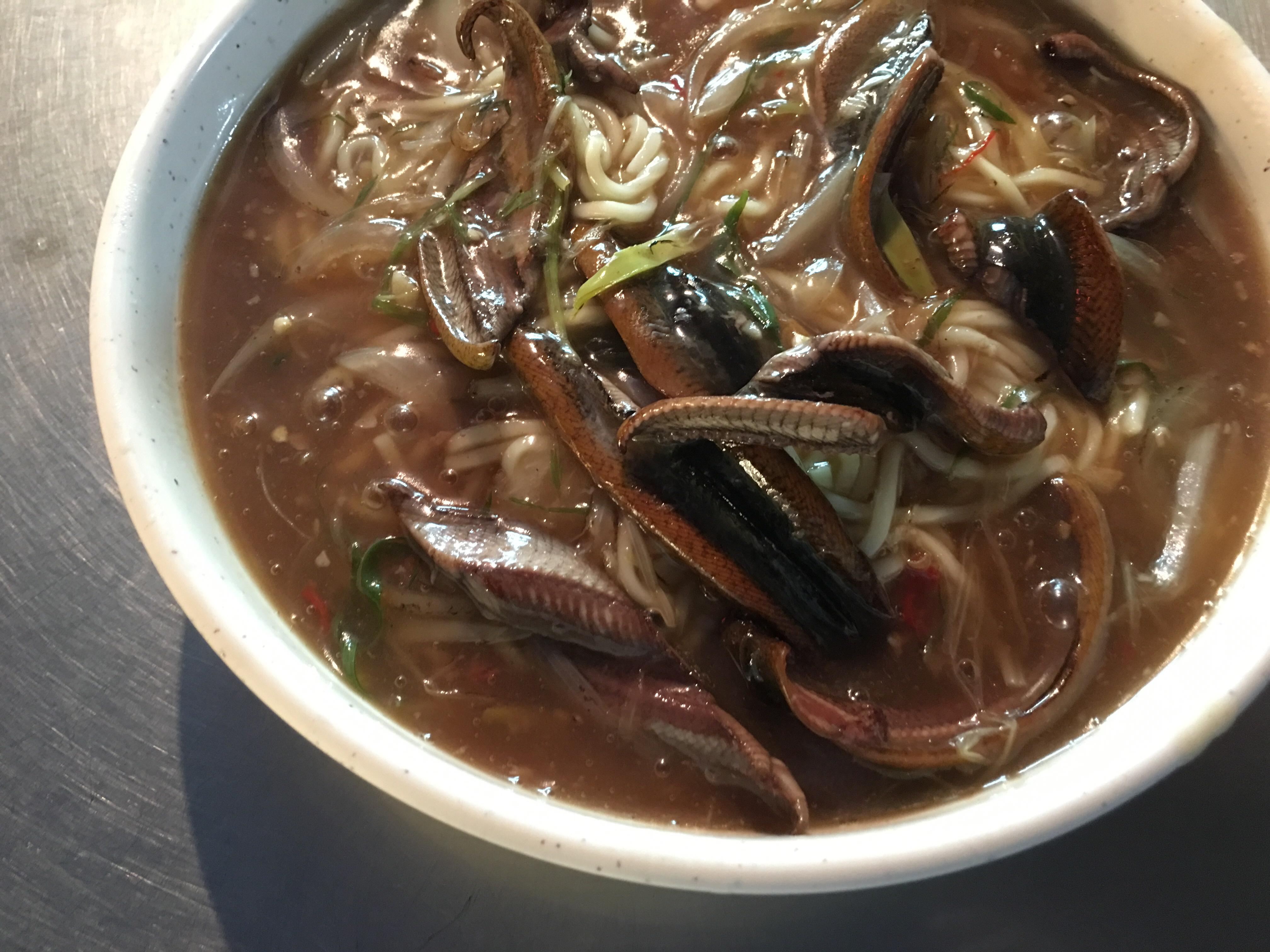
鱔魚意麵

- 鹽水意麵：使用非油炸意麵，鹽水為意麵名產地，意麵煮過後淋上肉臊醬汁，並放上燙過的韭菜或豆芽菜[2]。乾麵湯麵皆有。
- 南投意麵：使用非油炸意麵，南投意麵為南投特產，類似鹽水意麵，製麵原料略有不同[2]。有說法指出，相較他處，以鹼水代替蛋製麵，麵體較鹽水意麵窄版，雖同為扁麵，卻不似鹽水意麵如此扁身。口感上與鹽水意麵的Q韌相比，較為滑溜「幼嫩」[11]。
- 鍋燒意麵：使用油炸意麵[2] [9]，為一種湯麵，製作只需開火加高湯，倒入火鍋料、肉片和蔬菜，最後打顆蛋加上意麵。由於製作簡便快速，許多早餐店、麵攤、賣西式輕食店等等都兼賣鍋燒麵[12]。
- 鱔魚意麵：使用油炸意麵[2] [9]， 分有乾炒及勾芡兩派，將鱔魚及意麵加入烏醋、糖等調味料爆炒製成[13]。